# Govind Sakharam Sardesai

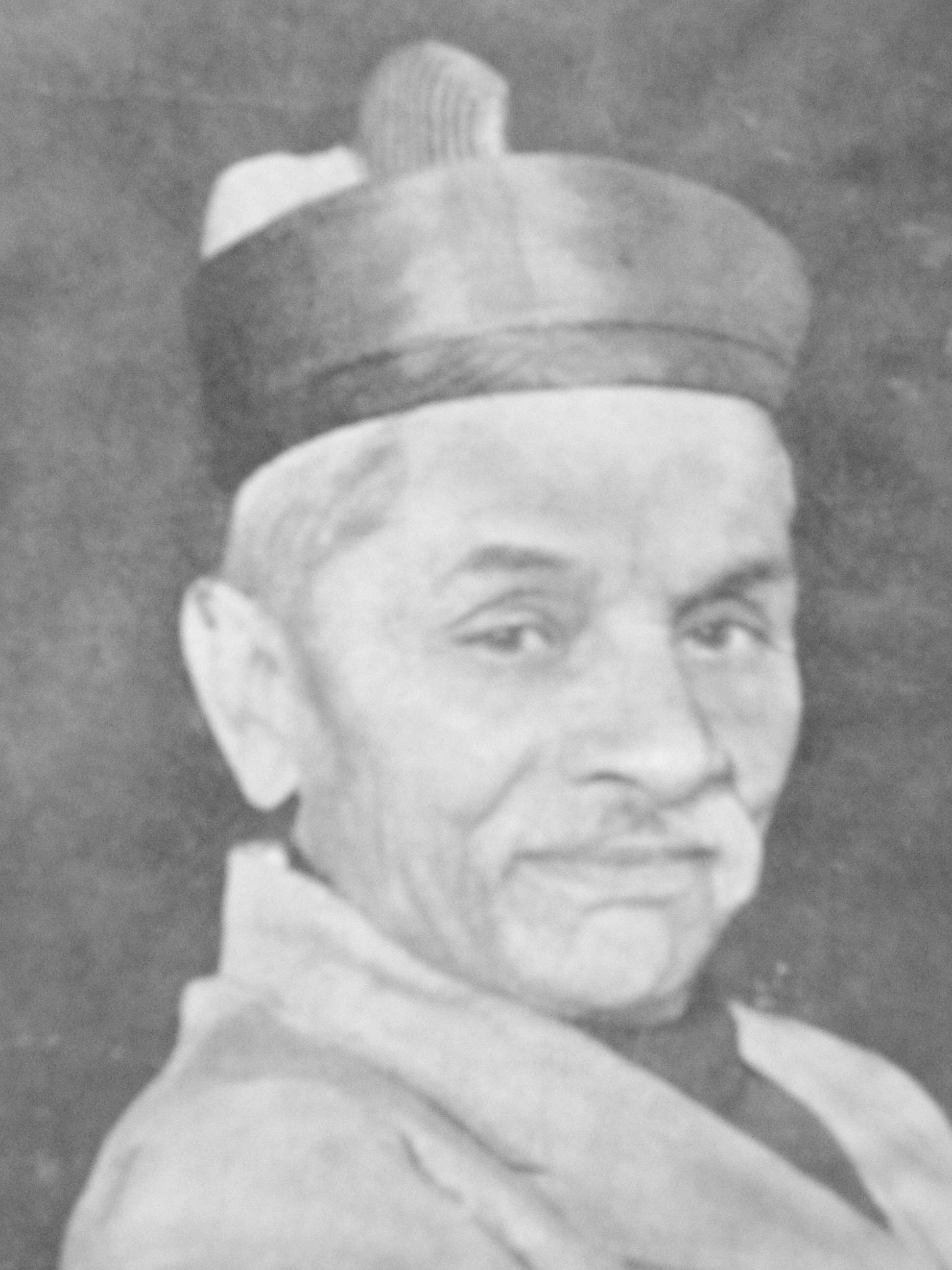
Govind Sakharam Sardesai, um 1910 (?)

Govind (Govindrao) Sakharam Sardesai (Marathi गोविंद सखाराम सरदेसाई IAST Govind Sakhārām Saradesāī; geboren am 17. Mai 1865 im Dorf Hasol, Distrikt Ratnagiri, Bombay, Britisch-Indien; gestorben am 29. November 1959 in Kamshet, Distrikt Poona, Bombay, Indien) war ein indischer Beamter und Historiker. Seine auf Marathi verfasste Geschichte der marathischen Fürstenstaaten, die Riyāsats (hindi रियासत „Fürstentum, Staat“), sowie seine englischsprachige New History of the Marathas und seine Quellenausgaben gelten als Standardwerke.

## Leben

### Jugend und Erziehung
Sardesai war eines von sieben Kindern einer einheimischen Brahmanenfamilie aus der Untergruppe der Karhaḍe, deren Vorfahren im Dienst des Marathen-Peshwa und der Bhonsle-Fürsten von Kolhapur gestanden hatten. Der Vater hatte sich jedoch – mit wenig Erfolg – auf die Landwirtschaft verlegt, so dass die Familie in bescheidensten Verhältnissen lebte, und Sardesai musste in seiner Jugend noch das Kleinvieh der Familie hüten. Nach dem Besuch der Elementarschule, der englischen Government School im benachbarten Ratnagiri (1879–1884) und der Colleges in Pune und Mumbai (Abschluss 1888) wurde er 1889 auf Empfehlung eines Gönners persönlicher Assistent des Maharajas von Baroda, Sayaji Rao Gaekwad III. (1875–1939), und trat damit in den Staatsdienst des Fürstenstaates Baroda (Vadodara) im Westen Indiens. Schon unmittelbar nach dem Schulabschluss hatte Sardesai 1884 die älteste Tochter seines früheren Schulleiters in Ratnagiri, Lakshmi Bai Kirtane († 1943), geheiratet.

### Privatsekretär des Gaekwad, Prinzenerzieher
Von 1889 bis 1925 diente Sardesai dem Maharaja von Baroda zunächst als Vorleser, später als Head-Master bei der Erziehung der weiblichen und männlichen Prinzen, worauf er nach fast 25-jährigem Dienst zu seinem persönlichen Rechnungsführer ernannt wurde. Im Gefolge des Fürsten bereiste Sardesai ganz Indien und, da er fließend Englisch sprach, in den Jahren 1892–1911 auf vier Reisen auch Europa.

### Erste Arbeiten,Marathi Riyāsat
Mit Unterstützung des Maharajas hatte Sardesai, der sich durch sein methodisches Vorgehen, seine akribische Genauigkeit und steten Fleiß die Anerkennung seiner Umgebung erworben hatte, schon zuvor die Buch- und Dokumentensammlung der fürstlichen Bibliothek und des Archivs genutzt und 1890 und 1893 auf Geheiß des Fürsten zwei Übersetzungen aus dem Englischen in die Volkssprache Marathi angefertigt (Machiavelli, The Prince; Seely, Expansion of England), die beide auf Staatskosten publiziert wurden. Obwohl von seiner Ausbildung und seinem Lebensziel her kein Historiker, verfasste er aufgrund seiner Lehrtätigkeit für die Fürstenkinder und nach eingehendem Literaturstudium 1902–1932 die erste, grundlegende Geschichte des Marathenstaates in acht Bänden – Marathi Riyāsat („Maratha-Fürstentum“), ebenfalls auf Marathi. Er verfasste neben dem Marathi Riyāsat zwei Bände Musulmani Riyāsat (1898) und zwei Bände British Riyāsat (1908 und 1939). Diese Veröffentlichungen trugen ihm den Beinamen Riyāsatkar ein und deckten den Zeitraum von AD 632–1857 ab.
Reisen mit seinem Dienstherrn führten Sardesai außer zu den historischen Stätten in der Nähe (Präsidentschaft Bombay, Central Provinces) in zahlreiche weitere Regionen des Landes, so dass er in historischen und aktuellen Fragen über einen engen Lokal- und Regionalpatriotismus hinaus eine „allindische Sichtweise“ (Sarkar) gewann; seine Europareisen wurden bereits erwähnt.
Die schon von den Zeitgenossen bemängelten Schwächen seiner damaligen Arbeiten lagen in der fehlenden Analyse, Bewertung und Einordnung von Personen, Ereignissen und Quellen, die Sardesai entweder unkommentiert zu Wort kommen ließ oder einseitig interpretierte. Mit der Veröffentlichung in der Landessprache lag er auf der Linie nationalstolzer Marathen wie des gleichaltrigen Historikers Rajwade (1863–1926), die das Englische als Wissenschaftssprache grundsätzlich ablehnten. Er war – nicht zuletzt durch seinen klaren, verständlichen Stil – in seiner Breitenwirkung mit den Historikern Heinrich von Treitschke oder Otto Zierer vergleichbar, im englischen Sprachraum mit Edward Gibbon.

### Pensionierung, weitere Veröffentlichungen
Aus der Ehe mit Lakshmi Bai waren zwei Söhne hervorgegangen, die jedoch beide früh im Alter von 13 bzw. 27 Jahren starben (1903–1915, 1889–1925). Nach 37-jährigem Dienst trat Sardesai daher 1925 vorzeitig und gegen den Willen des Fürsten, der auf seine weiteren Dienste auf keinen Fall verzichten mochte, mit einer winzigen Pension („ein Hungerlohn“) in den Ruhestand. Sardesai vergalt ihm diese schnöde Behandlung nicht, sondern behielt zeitlebens Hochachtung vor Sayaji Rao Gaekwad, dem er auch seine New History of the Marathas widmete.
Nach seiner Pensionierung ließ er sich in Kamshet bei Pune nieder, wo er sich ganz den historischen und archivalischen Studien widmete. Man nannte ihn daher auch den „Eremiten von Kamshet“

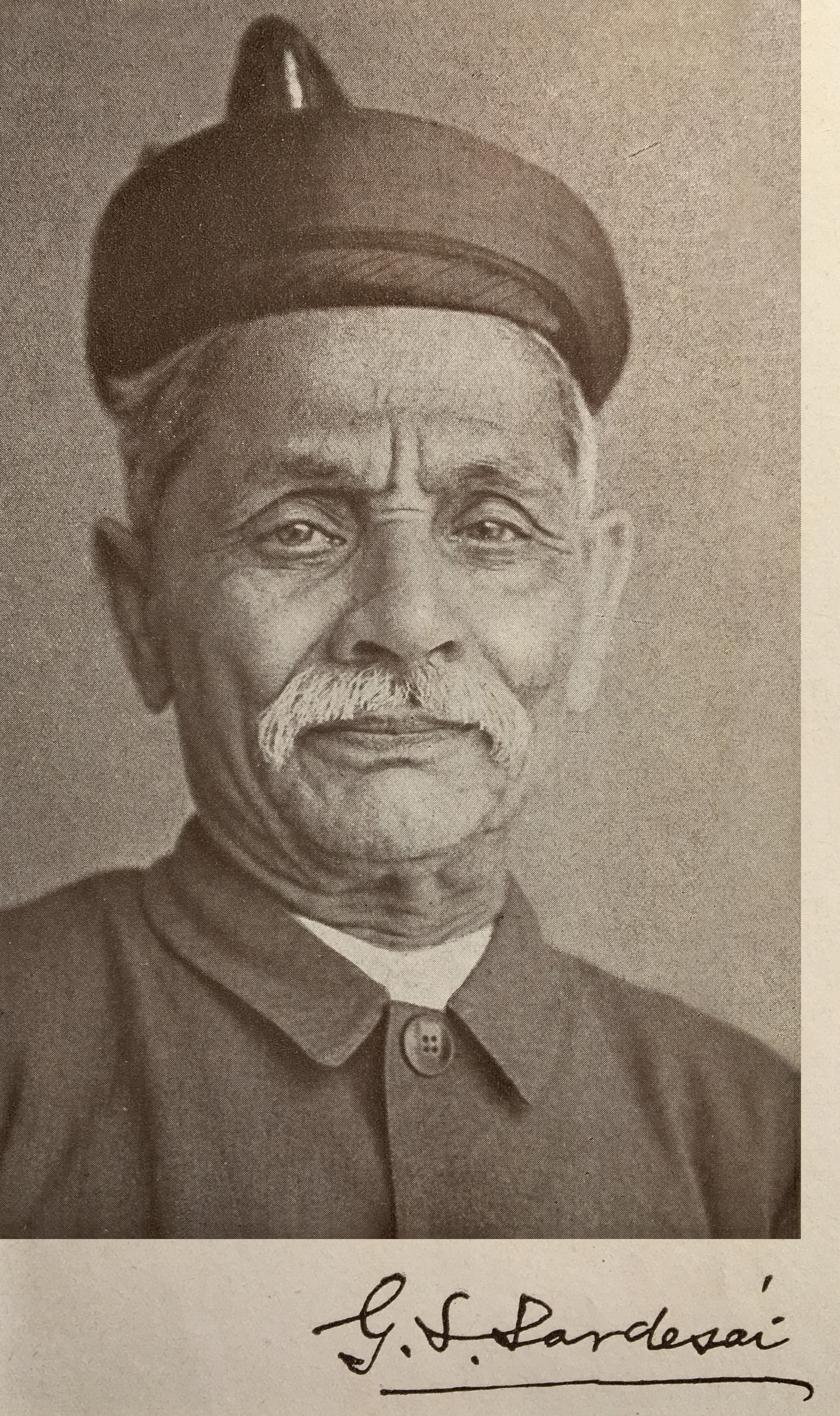
Govind Sakharam Sardesai, um 1938

#### Selections from the Peshwa Daftar
Die britische Regierung in Bombay beauftragte Sardesai auf Anregung des Doyen der indischen Geschichtsschreibung, des Bengalen Jadunath Sarkar, mit der Sichtung, Aufarbeitung und Edition des umfangreichen amtlichen und persönlichen Nachlasses der Peshwa von Pune, dem so genannten Peshwa (oder Peshwe) daftar („Büro“ oder „Kanzlei des Peshwa“). Der Peshwa hatte als eine Art Kanzler der mächtigen Marathenföderation im 18. Jahrhundert eine entscheidende Rolle beim Aufstieg des Bündnisses und beim Niedergang der muslimischen Moguln von Delhi gespielt, ehe er selbst durch seinen Minister entmachtet wurde und schließlich die Briten nach dem 3. Marathenkrieg im Jahr 1818 die Macht übernahmen. Auf Anregung seines Freundes Sarkar begann Sardesai damit, für ein breiteres indisches Publikum außerhalb Maharasthras auch auf Englisch zu publizieren; die Folge waren die in Englisch gehaltenen Patna Lectures über die Grundzüge der marathischen Geschichte (1926). Mit Sarkar blieb Sardesai seit dem ersten Kontakt 1904 bis ans Lebensende freundschaftlich verbunden.
Unter der wissenschaftlichen Begleitung Sarkars und mit einer gesamtindischen Perspektive begann Sardesai nun mit der Aufarbeitung des Peshwa-Aktenbestandes.

##### DiePeshwa Daftar Controversy
Die Universität Pune stemmte sich anfänglich gegen Sardesai, den sie als Historiker und Forscher (hindi संशोदक „samshodak“) nicht anerkannte, ihm die Kenntnis der Schriftarten absprach und ihn stattdessen einen sankalankar (hindi संकलनकर Kompilator) und „Geschichtenerzähler“ nannte; es spielte auch Antibrahmanismus eine Rolle – Sardesai war Brahmane –, aber ebenso, dass sein bengalischer Historikerkollege und Freund Sarkar dem Marathenheros Shivaji kritisch gegenüberstand und für ein gesamtindisches Publikum auf Englisch publizierte. 1930 wurde die Peshwa Daftar controversy schließlich im Bombay Legislative Council gegen „die heulende Meute“ („the howling mob“; Sarkar) zugunsten Sardesais entschieden. In seinen Lebenserinnerungen ging Sardesai in der für ihn typischen Zurückhaltung mit keinem Wort auf diese „traurige Episode“ (Rao) ein.

„„Hätten er [Prof. Rajwade] und die anderen Wissenschaftler dieser Schule [von Pune] die Ergebnisse ihrer Forschungen auf Englisch statt ausschließlich auf Marathi publiziert, so hätten sie Geschichtsstudenten in ganz Indien erreicht und es ermöglicht, dass die Geschichte der Marathen ein fruchtbarer Gegenstand höherer Studien… geworden wäre. … so aber blieb sie ein Buch mit sieben Siegeln für alle anderen Provinzen Indiens und in der Tat für den gesamten Rest der nicht-marathischen Welt““

An der herkulischen Aufgabe, deren Umfang man einmal auf eine Zeitdauer von 30 Jahren und einen Kostenaufwand von 800.000 Rupien geschätzt hatte, hatten sich bis 1914 schon drei frühere Bearbeiter versucht, ehe die Arbeit zum Erliegen kam. Sardesai sichtete – oft unter bürokratischen Schwierigkeiten, finanziellem und zeitlichem Druck – im Lauf von nur vier Jahren und einem Kostenaufwand von nur Rs. 42.000 die ca. 35.000 Dokumente des ungeordneten Archivs aus dem Zeitraum 1729–1817, das seit dem Machtübergang an die Briten im Jahr 1818 als geschlossener Bestand („Alienation Office“) fast unberührt in Pune lag; es umfasste etwa 27.000 auf Marathi (in Moḍī-Schrift), ca. 7500 auf Englisch, 129 in Gujarati und 29 auf Persisch verfasste Dokumente, die darüber hinaus in der Regel nicht datiert waren; Rückschlüsse auf die zeitliche Zuordnung konnten also nur durch inhaltliche Hinweise mühsam erschlossen werden, was anfangs zu zahlreichen Fehlern führte. Das letzte Arbeitsjahr konnte nur durch private Spenden überbrückt werden, da die Regierung von Bombay weitere Zuschüsse verweigerte.  Den Abschluss der Arbeiten, die Sardesai zwischen 1929 und 1934 mit Hilfe von zunächst zehn, dann sechs Helfern bewerkstelligte – sein wichtigster Mitarbeiter und Koautor war Tryambak Shankar Shejwalkar – bildeten die 45 gedruckten Bände des Peshwa daftar, die trotz aller ihnen anhaftenden Mängel und der Tatsache, dass es sich nur um eine Auswahl aus dem Gesamtbestand handelte, an Umfang und Bedeutung für die indische Geschichtsschreibung mit Theodor Mommsens Mammutwerk, dem Corpus Inscriptionum Latinarum (CIL), verglichen wurden.
Die Bestände des Staatsarchivs in Pune endeten plötzlich 1776 mit dem Amtsantritt des neuen bevollmächtigten Ministers, Nana Fadnavis, der das Archiv in seinen Heimatort verlegt hatte, von wo aus die Witwe sie im Jahr 1800 nach Menavali verbrachte; die dort aufbewahrten Papiere konnte Sardesai nach und nach ans Licht bringen. Auch die von R.B. Parasnis (1870–1926) zurückgehaltenen Papiere des bedeutenden Marathenfürsten Mahadji Shinde wurden durch Sardesai und Sarkar wieder zugänglich gemacht.

#### Poona Residency Correspondence (PRC)
Gemeinsam mit Jadunath Sarkar gab Sardesai 1936–1958 auch die umfangreiche Korrespondenz des seit 1782 installierten britischen Residenten in Pune heraus (Poona Residency Correspondence); für ihre Tätigkeit erhielten beide von der damals noch britischen Regierung in Bombay weder ein Honorar noch Spesenersatz. Die Reihe kam in Monographien in 14 Bänden heraus und umfasste mehr als 7000 Seiten sowie mehr als 4000 Briefdokumente; die 99 auf Persisch – der damaligen Diplomatensprache – verfassten Dokumente übersetzte Sarkar, da Sardesai das für die Quellen nötige Persisch zeitlebens nicht beherrschte, was er selbst am meisten bedauerte. Sardesai war durch englischsprachige Lektüre („Modern Review“ aus Kolkata) und Nachfragen dabei stets um einen guten englischen Stil und ein reichhaltiges Vokabular bemüht.
Mit ihren Editionen stellten Sarkar und Sardesai den Studenten der marathischen Geschichte in kurzer Zeit zum ersten Mal eine 62-bändige Quellengrundlage zur Verfügung.

#### New History of the Marathas
Bereits über 80 Jahre alt, verfasste Sardesai gegen Ende seines Lebens auf der Grundlage seines bereits früher auf Marathi verfassten, achtbändigen Werks Marathi Riyasat und unter Einbeziehung neuer Quellen auf Englisch sein Opus magnum, die dreibändige New History of the Marathas, unter Mithilfe seines Assistenten, des Historikers V.G. Dighe und nach Durchsicht des Manuskripts durch Jadunath Sarkar.

### Geschichtsauffassung
Sardesai blieb in seiner Art der Darstellung und Auffassung stets konventioneller Pragmatiker, wandelte sich aber im Lauf seiner Publikationstätigkeit vom ursprünglichen „Geschichtenerzähler“ Maharashtras, bedingt durch die Einbeziehung ständig neuer einheimischer Quellen, zum indischen, schließlich – durch die Aufarbeitung der europäischen Dokumente und Schriften – zum Universalhistoriker. Er war davon überzeugt, dass „Indien es sich nicht leisten kann, die Lektionen der Marathengeschichte zu ignorieren“.

### Privates
Sardesai war für seine disziplinierte, geradezu asketische Lebensweise in seiner „Eremitage“ (Ashram) in Kamshet bekannt; noch in seinen Siebzigern bewältigte Sardesai den steilen Aufstieg zum Sinhagad-Fort (1312 m ü. d. M.) ohne Zwischenaufenthalt.

„Er [d. h. der junge Student A. R. Kulkarni] gelangte zu Sardesais Haus in Kamshet, wo er den neunzigjährigen Wissenschaftler bei seiner täglichen Übung des Holzhackens antraf. Als Sardesai damit fertig war, ermunterte er ihn, bei seinem Vorhaben zu bleiben, schenkte ihm einige Quellenausgaben und gestattet ihm, seine Bibliothek zu benutzen.“

## Würdigung und Kritik
„Die ewige Wachsamkeit der Selbstkritik bildete das konservierende Salz seiner Schriften“

Seiner Biographie des Peshwa Balaji Baji Rao („Nanasahib“, 1721–1761) stellte Sardesai die von seiner eigenen Einschätzung abweichenden Thesen seines Schülers Shejwalkar über den dritten Peshwa voran, weil er der Meinung war, wissenschaftliche Kontroversen förderten das Verständnis für die komplexen Vorgänge. Shejwalkar übte auch die härteste Kritik an Sardesai, indem er auf die offenen Fragen hinwies, die in Sardesais Werk schlicht übergangen werden und auf die ihm eigene Konzeptionslosigkeit: Sardesais Neue Geschichte der Marathen sei „ein Gerüst ohne Stahlrahmen, ein Körper ohne Rückgrat“. Sardesais Konzentration auf die Personen- und Ereignisgeschichte vernachlässigte in der Tat die sozialgeschichtliche Dynamik der Marathen, den raschen Wandel der Gesellschaft, die wirtschaftlichen Hintergründe, religiösen Strömungen, Verwaltungsstrukturen und Entwicklungslinien, die er – darin geradezu ein Opfer seiner Quellen – in der Flut der überlieferten Dokumente nicht wahrnahm; er stellte sozusagen „nicht die richtigen Fragen“. Kein bloßer Quellenkompilator wie der Amerikaner Hubert Howe Bancroft (1832–1918) oder reiner Statistiker wie der Brite Robert Montgomery Martin (1801–1868), legte Sardesai jedoch die Grundlagen zur weiteren Beschäftigung mit dem immer noch nur in Bruchteilen erschlossenen Quellenbestand.
- „Die Entdeckung und Publikation der Dokumente in Moḍī-Schrift und die Nutzung französischer, persischer und portugiesischer Quellen hat die Marathi-Geschichtsschreibung seit Beginn des 20. Jahrhunderts revolutioniert; das ist das bleibende Verdienst Sardesais und seiner Mitarbeiter… Reichtum, Glück oder gar Ruhm waren ihm nicht beschieden … jedoch … dauerhafte Errungenschaften.“ – Sarkar 1938[33]

- „Sardesai ist der erste und auch – ohne damit etwas Falsches zu sagen – der einzige Marathi-Autor, der uns eine zusammenhängende Geschichte der Marathen hinterlassen hat. Er hat den Weg für die nach ihm Kommenden gebahnt.“ – Rao 1973[34]

## Auszeichnungen
- Ehrentitel der Regierung von Bombay, Rao Sāhib, 1932
- Ehrenrobe (Sade tin vastre) des Chhatrapati Bhonsle von Satara, 1934
- Ehrentitel der Regierung von Indien, Rao Bahādur, 1937
- Auszeichnung Itihas Mārṭaṇḍ („Sonne der Geschichte“) der Historikervereinigung Dhule, 1946
- Auszeichnung des Staates Baroda, 1947
- Ehrendoktor der Literatur (D.Litt.) der University of Pune 1951
- Präsidentschaft der Bharatiya Itihas Parishad („Indischer Historikerverband“) 1951 – höchste Auszeichnung für einen indischen Historiker
- Ehrenrobe (Mahavastra) des Pant Sachiv (Rajputenherrschers) von Bhor (Staat) 1952
- Padma Bhushan-Orden („Lotusorden“) für Literatur und Erziehung der indischen Regierung 1957 Padmabhushan-Orden

## Werke (in Auswahl)
Eine Bibliographie von Sardesais gedruckten Werke finden sich bei Kulkarni, Maratha Historiography, Appendix „Books By G.S. Sardesai“, S. 265–267
Auf Marathi:
- Musulmani Riyasat, 2 Bde., 1898
- Marathi Riyasat, 8 Bde., 1902–1932
- British Riyasat, 2 Bde., 1923–1939
- Marathyancha Itihasache Sahita, 1924
- Aitihasik Vishayanchi Suchi, 1925
- Kavyetihas Samgrahat Prasiddha Zalele Aitihasik Patre Yadi Vagaire Lekh, 1930
- Peshwe Daftar, 45 Bde., 1930–1934
- Aithihasik Patravyavara, 1933
- Mazi Sansar Yatra (Meine Lebensreise), 1956 – Autobiographie
- Biographien marathischer Persönlichkeiten, auf Marathi

Auf Englisch:
- The Main Currents of Maratha History. Erw., umgeschr. u. akt. Neuauflage. Bombay: Keshaw 1933. – Zuerst ersch. Calcutta: Sarkar 1926, auf der Grundlage seiner sieben Patna University Readership Lectures
- Poona Residency Correspondence (5 von 14 Bänden), gemeinsam mit Jadunath Sarkar, 1936–1958
- New history of the Marathas. 3 Bde. Bombay: Phoenix Publications 1946–1948
  - Bd. 1: Shivaji & his line [1600–1707] (1946)
  - Bd. 2: The Expansion of the Maratha Power 1707–1772 (1946)
  - Bd. 3: Sunset over Maharashtra 1772–1848 (1948)